# Torneo Extra Río de Janeiro
El Torneo Extra de Río de Janeiro, fue un torneo de fútbol organizado por la Federación de fútbol del Estado de Río de Janeiro, que contó con varias ediciones extemporáneas, era disputado entre los principaless clubes de Río de Janeiro.

## Historia
El torneo fue organizado por lo general para mantener a los clubes de la actividad entre el final de una competición y el comienzo de otra, o durante la Copa Mundial. En algunos torneo los clubes preferían enviar a sus reservas, dando mayor importancia a los juegos amistosos nacionales e internacionales.
Varios torneos tenían por premio Copas con nombres diferentes (práctica muy común en Brasil), y no siempre se disputó antes del torneo estadual, no necesariamente la disputa englobaba todos los grandes clubes en sus ediciones . Fluminense , por ejemplo, no disputó esta competición en 1938 , 1958 y 1973.
El torneo se volvió a disputar en el marco del Campeonato Carioca de 2013 entre los "otros equipos" y representó partidos que no impliquen la participación de los cuatro grandes clubes del campeonato durante las dos rondas, sin tener en cuenta las semifinales y finales de los turnos y campeonato.